# Diagrama floral

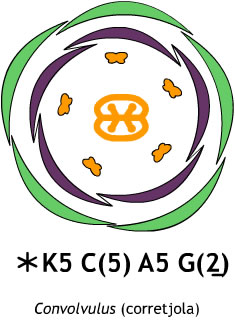
diagrama floral, i fórmula floral a sota, de les convolvulàcies

Un diagrama floral en botànica, és una representació gràfica de la disposició de les peces florals (sèpals, pètals, anteres i carpels) i de l'ordenació dels diferents verticils, en un tall transversal de la flor. Cada verticil (calze, corol·la, androceu i gineceu) es representa, per convenció, amb una circumferència concèntrica al voltant del gineceu, indicat per un tall a l'alçada de l'ovari. Els sèpals es dibuixen amb petites llunes blanques, els pètals amb negres o, de vegades, colorejades. Els estams se simbolitzen amb talls transversals d'antera, i el gineceu queda representat en el centre del diagrama per un tall transversal de l'ovari. Generalment les peces d'un verticil alternen amb les peces del verticil anterior. Els estams poden estar oposats o alterns amb respecte als pètals. La soldadura entre les peces de cada verticil o de verticils oposats, s'indica amb línies de punts.
Mitjançant aquests diagrames queda manifesta l'estructura floral, se'n dedueix d'ell la seva simetria, el nombre de membres de cada verticil, i tractant-se de sèpals i pètals la seva prefloració, la seva soldadura o independència;de l'androceu la posició relativa dels estams amb respecte al periant, la seva concrescència o separació, la seva unió o autonomia amb respecte a la corol·la i la posició introrsa o extrorsa de les anteres. Del gineceu, se'n pot observar el nombre de carpels i de cavitats en l'ovari i la placentació dels òvuls.

## Exemple de diagrama floral
A continuació es presenta el diagrama floral i la seva descripció per a la família liliàcia.

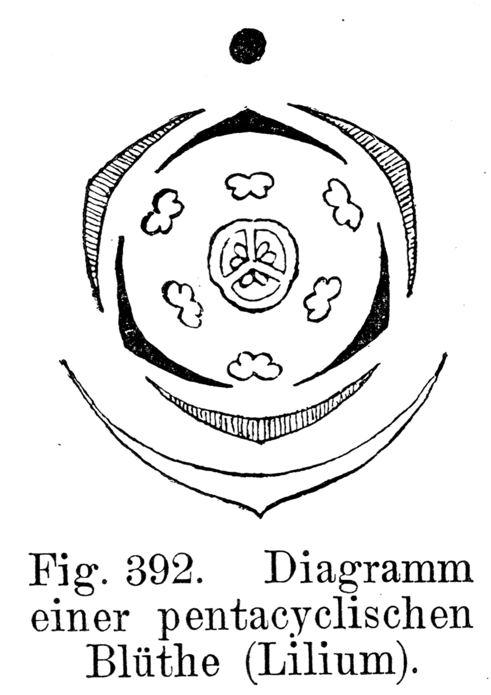
Diagrama floral de Lilium, una monocotiledònia típica.

Les flors són hermafroditesa, actinomorfes. El perigoni está format per 6 tèpals disposats en dos verticils trímers, es troben separats entre si i lliures de les altres peces florals. L'androceu presenta 6 estams disposats en dos verticils també trímers, els filaments es troben separats entre si i lliures de les altres peces florals. L'androceu és diplostèmon (és a dir que el verticil extern d'estams és oposat als tèpals externs i el cicle intern és oposat als tèpals interns). El gineceu és d'ovari súper i està format per 3 carpels connats (trilocular). Els òvuls presenten placentació axil·lar.